# Budva (município)

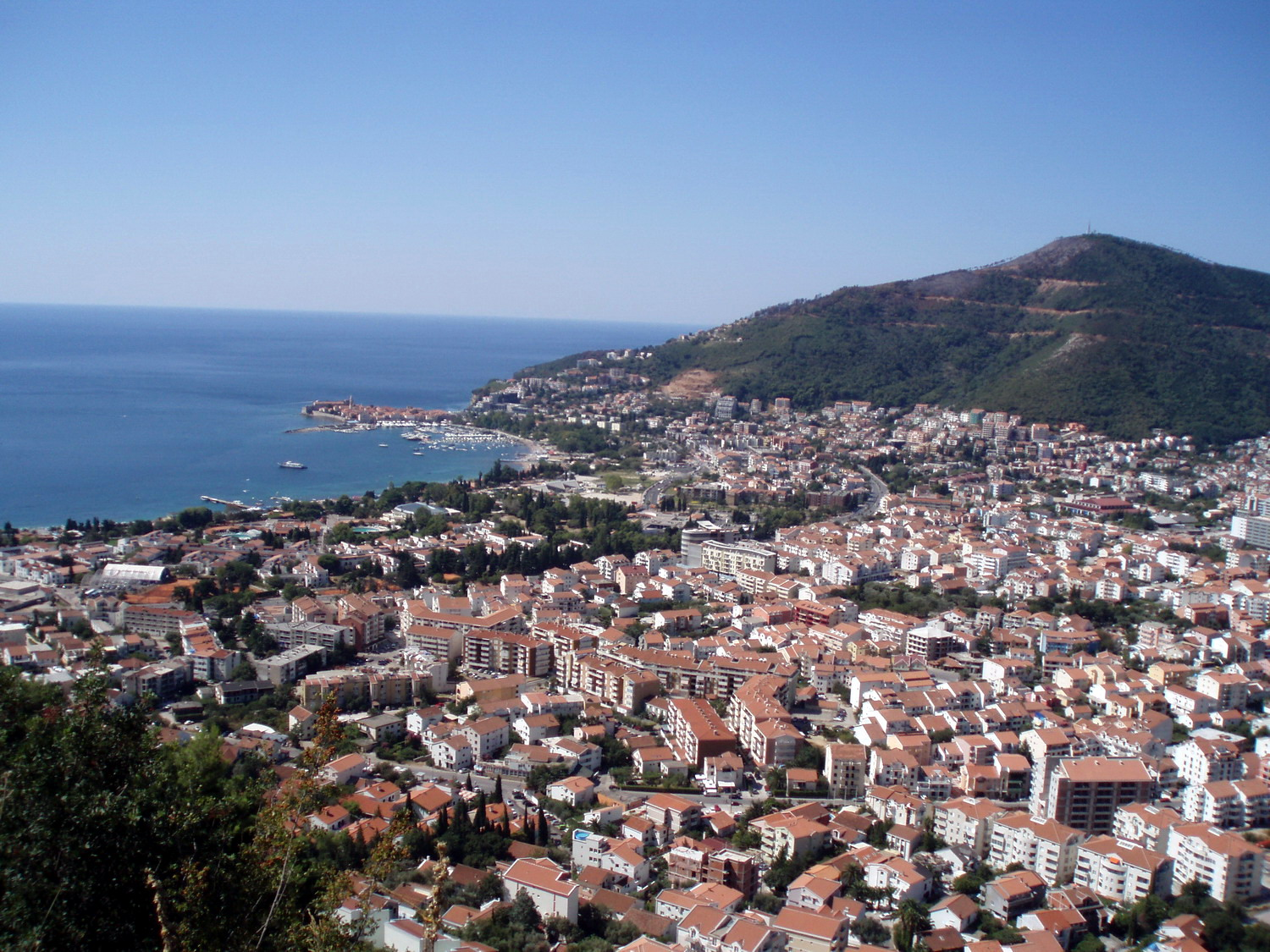
Cidade de Budva no Mar Adriático

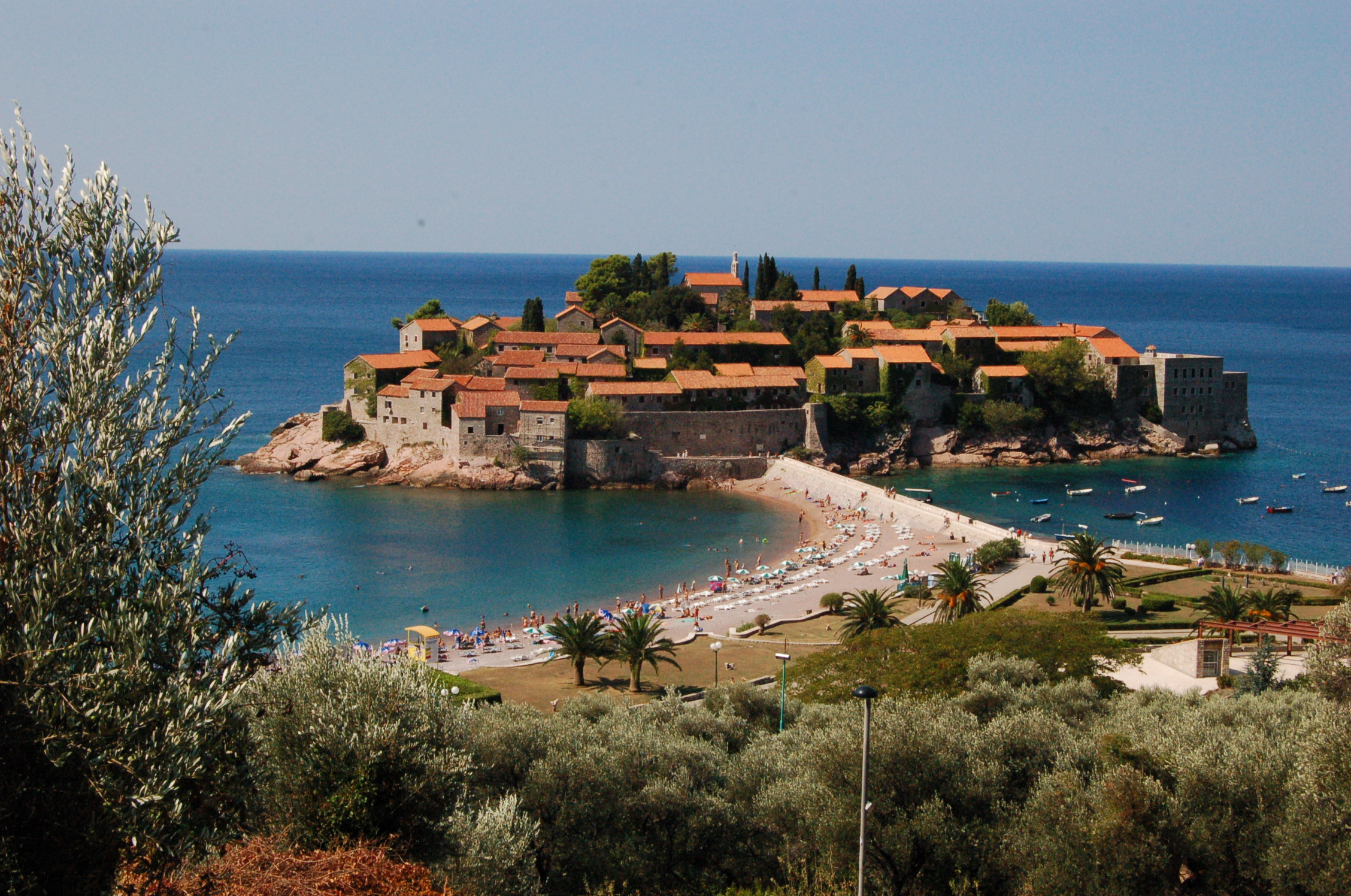
Sveti Stefan

Budva é um município de Montenegro. Sua capital é a vila de Budva.

## Principais localidades
- Budva - Capital
- Petrovac
- Bechici
- Sveti Stefan

## Demografia
De acordo com o censo de 2003 a população do município era composta de:
- Montenegrinos (45,56%)
- Sérvios (40,45%)
- Muçulmanos por nacionalidade (1,27%)
- Croatas (1,10%)
- Albaneses (0,37%)
- Bósnios (0,14%)
- outros (3,09%)
- não declarados (8,02%)